# Козловка (Темниковский район)
Козловка — деревня в составе  Андреевского сельского поселения Темниковского района Республики Мордовия.

## География
Находится на правобережье Мокши на расстоянии примерно 7 километров на восток от районного центра города Темников.

## История
Известна с 1866 года, когда она была учтена как владельческая деревня Темниковского уезда из 58 дворов, название по фамилии владельцев, хозяев Кондровской бумажной фабрики.

## Население
Постоянное население составляло 34 человек (русские 82%) в 2002 году, 35 в 2010 году .